# Priscacara
Priscacara Es un extinto género de perca del Eoceno. Está caracterizado por su cuerpo similar al Mola mola y sus sólidas espinas dorsales y anales. El pez es conocido por la formación Formación Green River River en Wyoming
Dos especies está reconocidas, del cuales la especie más pequeña, P. liops, es el más común. Los fósiles son raros en los depósitos del lago Gossiute y en los depósitos del lago Uintah de Utah y Colorado Lo También ocurre en los depósitos del Eoceno en lagos de Washington y Columbia Británica[1]
Una revisión filogenética de Priscacara por Whitock[2], encontró sólo dos especies, P. serrata Y P. liops. Las dos especies difieren en el número de rayos en las aletas dorsales y anales,. P. liops  tiene dientes cónicos pequeños en su mandíbula faríngea, mientras que P. serrata Tiene grandes placas de dientes [2], sugiriendo una dieta de caracoles y crustáceos[1].